# Iryna Nowożyłowa
Iryna Ołeksandriwna Nowożyłowa (ukr. Ірина Олександрівна Новожилова; ur. 7 stycznia 1986 w Szostce) – ukraińska lekkoatletka specjalizująca się w rzucie młotem, trzykrotna olimpijka.
Szósta zawodniczka mistrzostw Europy juniorów z roku 2005. W 2007 zajęła 7. miejsce na młodzieżowych mistrzostwach Starego Kontynentu w Debreczynie. Rok później startowała na igrzyskach olimpijskich w Londynie, na których zajęła 19. miejsce w eliminacjach i nie awansowała do finału. Niepowodzeniem zakończył się jej start na mistrzostwach świata w Berlinie (2009). W 2012 ponownie reprezentowała Ukrainę na igrzyskach olimpijskich, zajmując 33. miejsce w eliminacjach i nie awansując do finału. Dziewiąta zawodniczka uniwersjady w Kazaniu (2013). Na czempionacie Starego Kontynentu w Zurychu, jak i rok później na światowym czempionacie w Pekinie nie awansowała do finału konkursu młociarek. W 2016 reprezentowała swój kraj na mistrzostwach Europy w Amsterdamie, jak i po raz trzeci na igrzyskach olimpijskich, gdzie zajęła odpowiednio 8. i 22. miejsce (nie awansowała do finału). Rok później podczas rozgrywanych w Londynie mistrzostw świata odpadła w eliminacjach, zajmując odległa pozycję.
Wielokrotna medalistka mistrzostw Ukrainy i reprezentantka kraju w pucharze Europy.
Rekord życiowy: 74,10 (19 maja 2012, Kijów).

## Osiągnięcia
| Rok  | Impreza                                 | Miejsce        | Lokata            | Wynik (m) |
| ---- | --------------------------------------- | -------------- | ----------------- | --------- |
| 2005 | Mistrzostwa Europy juniorów             | Kowno          | 6. miejsce        | 58,40     |
| 2007 | Zimowy puchar Europy w rzutach          | Jałta          | 4. miejsce        | 60,82     |
| 2007 | Młodzieżowe mistrzostwa Europy          | Debreczyn      | 7. miejsce        | 64,08     |
| 2008 | Zimowy puchar Europy w rzutach          | Split          | 6. miejsce        | 63,19     |
| 2008 | Superliga pucharu Europy                | Annecy         | 3. miejsce        | 71,12     |
| 2008 | Igrzyska olimpijskie                    | Pekin          | el. – 19. miejsce | 68,11     |
| 2009 | Mistrzostwa świata                      | Berlin         | el. – 32. miejsce | 64,90     |
| 2012 | Zimowy puchar Europy w rzutach          | Bar            | 12. miejsce       | 63,80     |
| 2012 | Igrzyska olimpijskie                    | Londyn         | el. – 33. miejsce | 65,35     |
| 2013 | Superliga drużynowych mistrzostw Europy | Gateshead      | 5. miejsce        | 67,10     |
| 2013 | Uniwersjada                             | Kazań          | 9. miejsce        | 62,04     |
| 2014 | Mistrzostwa Europy                      | Zurych         | el. – 17. miejsce | 63,78     |
| 2015 | Zimowy puchar Europy w rzutach          | Leiria         | 13. miejsce       | 64,89     |
| 2015 | Superliga drużynowych mistrzostw Europy | Czeboksary     | 7. miejsce        | 69,25     |
| 2015 | Mistrzostwa świata                      | Pekin          | el. – 27. miejsce | 65,65     |
| 2015 | Światowe wojskowe igrzyska sportowe     | Mungyeong      | 4. miejsce        | 66,82     |
| 2016 | Mistrzostwa Europy                      | Amsterdam      | 8. miejsce        | 70,18     |
| 2016 | Igrzyska olimpijskie                    | Rio de Janeiro | el. – 22. miejsce | 66,70     |
| 2017 | Mistrzostwa świata                      | Londyn         | el. – 23. miejsce | 66,02     |
| 2018 | Mistrzostwa Europy                      | Berlin         | el. – 23. miejsce | 64,70     |
| 2019 | Mistrzostwa świata                      | Doha           | el. – 30. miejsce | 65,31     |
| 2021 | Igrzyska olimpijskie                    | Tokio          | el. – 30. miejsce | 59,85     |